# Ta eis heauton

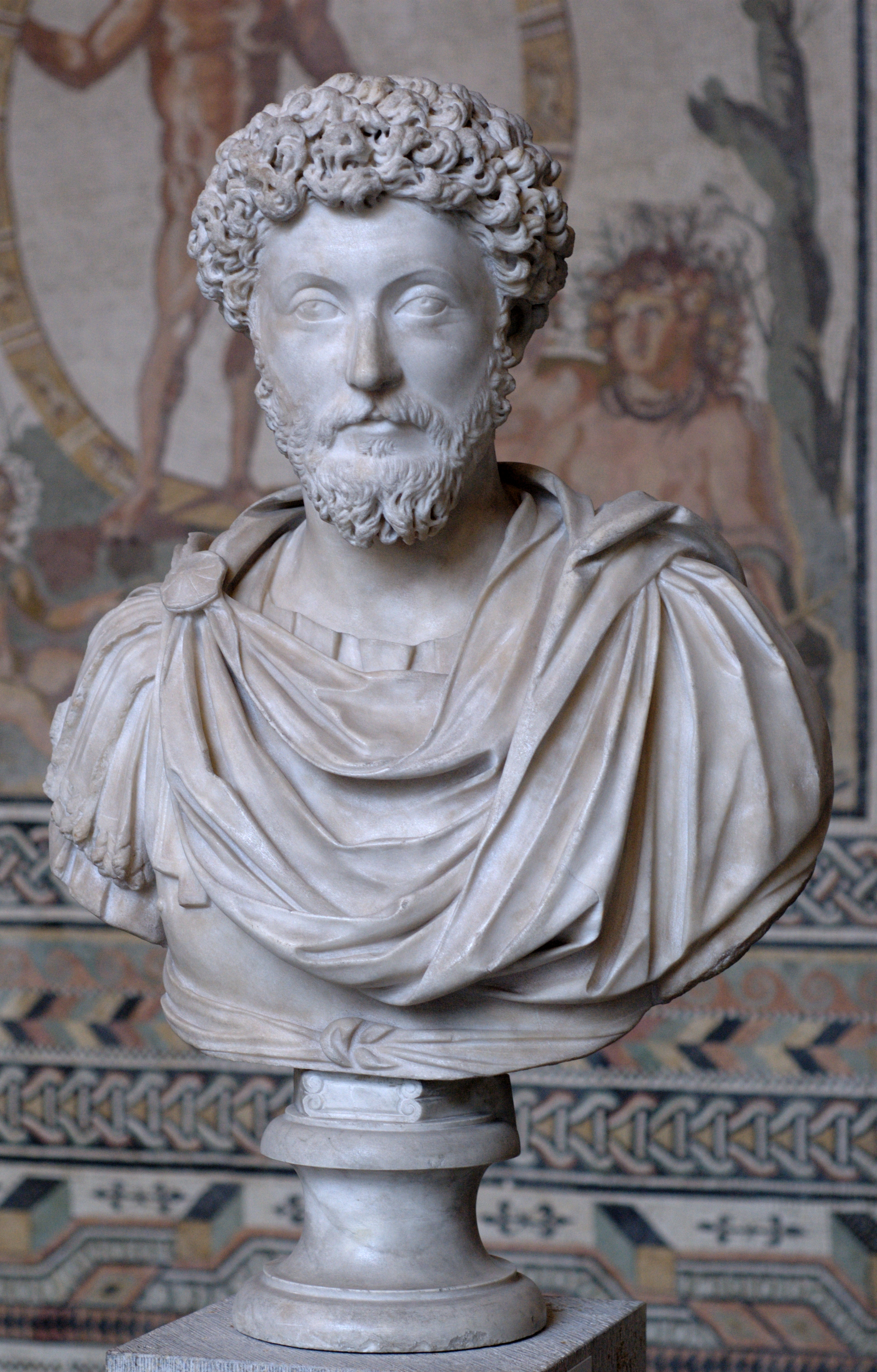
Borstbeeld van Marcus Aurelius in de Glyptothek München

Ta eis heauton (Grieks: Τὰ εἰς ἑαυτόν, 'Aan zichzelf'; Meditaties, Overpeinzingen) is een oorspronkelijk titelloos en in het Grieks geschreven egodocument van de Romeinse keizer Marcus Aurelius, waarin hij bondig filosofische notities heeft verzameld, die gebaseerd zijn op stoïcijnse ethiek en Marcus' belangrijkste overtuigingen bevatten. Hij schreef de notities in zijn laatste levensjaren en reflecteert over het overwinnen van emotionele problemen, de (vergankelijke) rol van de mens in de samenleving en de nietigheid van de mens en zijn bekommernissen binnen de kosmos en de eeuwigheid.
Aurelius pleit ervoor om zijn plaats in het universum te vinden en ziet dat alles uit de natuur komt, en dus zal alles er te zijner tijd naar terugkeren. Een ander sterk thema is het behouden van focus en het zonder afleiding zijn, terwijl je sterke ethische principes behoudt, zoals "een goed mens zijn".
Het boek werd voor het eerst in het Nederlands vertaald door Jan Hendrik Glazemaker onder de titel Zedige gedachten (Amsterdam 1658). De dichter en classicus Jan Hendrik Leopold vertaalde de boeken 5, 9 en 11 (Marcus Aurelius tot zichzelven, samen met het Handboekje van Epictetus opgenomen in Stoïsche wijsheid (Rotterdam 1904). Hij bezorgde tevens de uitgave van de Griekse tekst in de reeks Oxford Classical Texts (1908). 
Van Ta eis heauton verschijnen nog frequent vertalingen en bloemlezingen. Het is in het Nederlands ook verschenen onder de volgende titels:  Zelfbespiegelingen, Meditaties, Overpeinzingen,  Persoonlijke notities en Van Marcus Antoninus keizer "Voor zichzelf". 

## Nederlandse vertalingen
- Persoonlijke notities, vertaald door Simone Mooij-Valk, 1994. ISBN 9789063035563 (12de druk 2015)
- Overpeinzingen, verzorgd door Ananto Dirksen, 1997 (herdrukt 2003, 2013)
- Leven in het heden: overpeinzingen van een Romeinse keizer, 2001 (herdrukt 2009)
- Aan mijzelf: filosofische overpeinzingen van een Romeinse keizer, verzorgd door Bert Natter, 2006
- Van Marcus Antoninus keizer "Voor zichzelf", vertaald door H.W.F. Stellwag, in eigen beheer, 1992
- Keizer Marcus Aurelius Antoninus aan zichzelf, vert. Maria Costanza, Antwerpen, De Nederlandsche boekhandel, 1942, 117 p.
- Zelfbespiegelingen, vertaald door Nico van Suchtelen, 1938
- Gesprekken met zichzelf door Keizer Marcus Aurelius, vertaald door A. van der Hegge Zijnen, Brugge, De Garve, 1937
- Zedige gedachten, vertaald door Jan Hendrik Glazemaker, Amsterdam, 1658